# Grötskäret, Kimitoön
För andra betydelser, se Grötskäret.
Grötskäret är en ö i kommundelen Hitis i kommunen Kimitoön i  landskapet Egentliga Finland. 

## Etymologi
Förledet i Grötskäret syftar på stenar eller stenig terräng. Gröt anses härstamma från ett urgermanskt verb med betydelsen 'krossa'.

## Geografi
Grötskäret ligger vid Korsö fladan strax söder om Bodöarna. Ön ligger omkring 11 kilometer sydväst om Hitis kyrkby, omkring 72 kilometer söder om Åbo och omkring 150 kilometer väster om Helsingfors.
Öns area är 6,9 hektar och dess största längd är 0,6 kilometer i nord-sydlig riktning.